# 灰飞烟灭
灰飞烟灭（英語：Ashes to Ashes）是一部英国科幻侦探电视剧，是《迴轉幹探》的续集，讲述了2008年被枪击的倫敦警察廳女警察Alex Drake（琦莉·霍斯饰演）于1981年醒来的故事。
本剧拍摄了三季，每季8集，于2008年到2010年间在英國廣播公司第一台播出。